# Dongguan
Dongguan (en chino, 东莞; pinyin, Dōngguǎn; en cantonés, dung¹ gun²) es una ciudad-prefectura que se encuentra situada en el centro de la provincia de Cantón, en la República Popular China. Es una importante ciudad industrial localizada en el delta del río Perla. Limita al norte con la capital provincial de Cantón, al noreste con Huizhou, al sur con Shenzhen y al oeste con el río Perla.
Según el censo de 2020, las tres ciudades vecinas de Dongguán, Cantón y Shenzhen suman 65 millones de habitantes, distribuidos en una superficie de 19.870 kilómetros cuadrados, lo que representa un gran porcentaje de la población de la región del delta del río Perla.
Dongguán es una de las ciudades que más exportan en China, por un valor de 65.54 mil millones de dólares, lo que la sitúa solo por detrás de Shenzhen, Shanghái y Suzhou. Las autoridades locales, además, han hecho notables esfuerzos por incentivar la inversión extranjera. En esta ciudad se encuentra, además, el centro comercial más grande del mundo, el New South China Mall. Por otra parte, se la considera la capital del turismo sexual de China.
Aunque la ciudad es geográficamente y, por lo tanto, culturalmente cantonesa en la forma weitou y, además, culturalmente hakka en las prefecturas de Fenggang y Qingxi, la mayoría de la población actual habla mandarín, debido a la gran afluencia de inmigrantes económicos de otras partes de China.
La ciudad alberga varias universidades, entre ellas la Universidad de Ciencia y Tecnología de Guangdong, la Universidad Médica de Guangdong y la Universidad de Tecnología de Dongguan.

## Historia

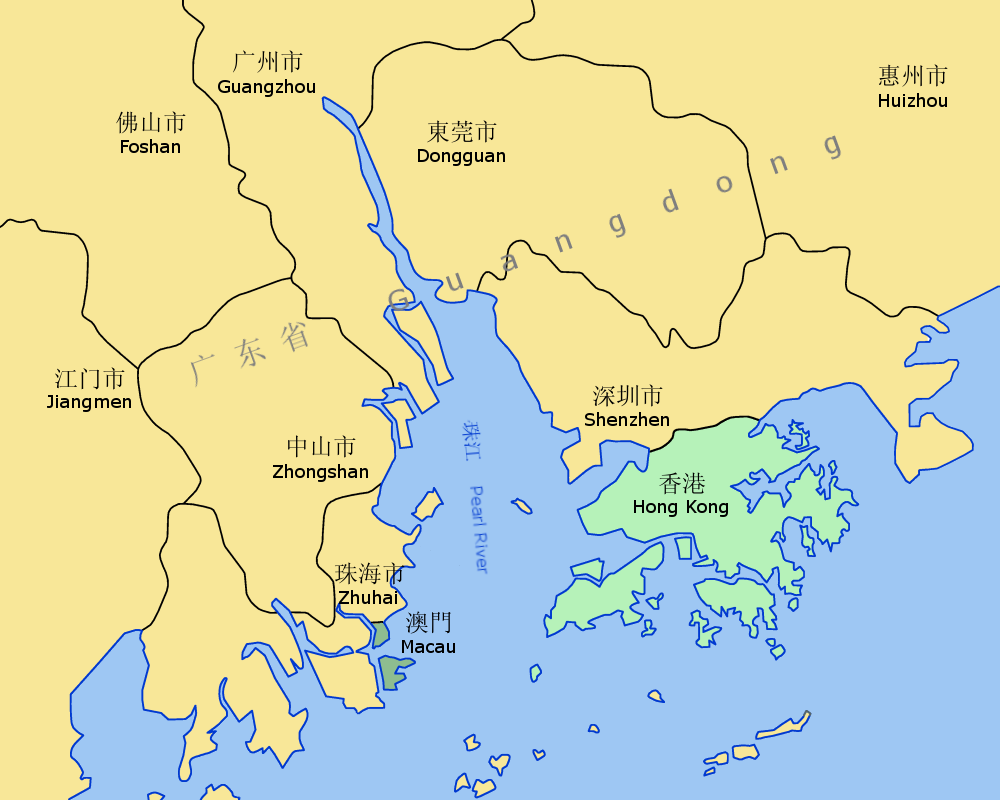
Mapa del delta del río Perla donde está arriba en el centro Dongguán

En el año 331 Dongguán fue construida como un condado, pero la historia de esta región se remonta a la Edad Neolítica. Hace unos 150 años fue uno de los escenarios de las guerras del Opio lo que representa un capítulo de la historia contemporánea china. Ahora, los visitantes tienen la oportunidad de visitar el antiguo campo de batalla más completo del mundo. En 1988, Dongguán pasó a ser una ciudad-prefectura de la provincia de Cantón. Con reformas del gobierno la economía mantiene un desarrollo sustancial y rápido, por lo que Dongguán es una importante ciudad industrial internacional.

## Administración
La ciudad prefectura se divide en 4 distritos:
- Distrito Guancheng (莞城区)
- Distrito Dongcheng (东城区)
- Distrito Wanjiang (万江区)
- Distrito Nancheng (南城区)

-Estos se dividen en 28 poblados.
- Poblado Machong (麻涌镇)
- Poblado Shilong (石龙镇)
- Poblado Humen (虎门镇)
- Poblado Daojiao (道滘镇)
- Poblado Shijie (石碣镇)
- Poblado Hongmei (洪梅镇)
- Poblado Liaobu (寮步镇)
- Poblado Dalingshan (大岭山镇)
- Poblado Dalang (大朗镇)
- Poblado Huangjiang (黄江镇)
- Poblado Zhangmutou (樟木头镇)
- Poblado Fenggang (凤岗镇)
- Poblado Tangxia (塘厦镇)
- Poblado Qingxi (清溪镇)
- Poblado Changping (常平镇)
- Poblado Qiaotou (桥头镇)
- Poblado Hengli (横沥镇)
- Poblado Dongkeng (东坑镇)
- Poblado Qishi (企石镇)
- Poblado Shipai (石排镇)
- Poblado Chashan (茶山镇)
- Poblado Chang'an (长安镇)
- Poblado Gaobu (高埗镇)
- Poblado Shatian (沙田镇)
- Poblado Wangniudun (望牛墩镇)
- Poblado Xiegang (谢岗镇)
- Poblado Zhongtang (中堂镇)
- Poblado Houjie (厚街镇)

## Demografía
Dongguán tenía 6.949.800 habitantes a finales de 2008, entre los cuales 1.748.700 son residentes locales y 5.201.100 son inmigrantes permanentes de otras partes del país. La cifra alcanzó los 10,5 millones en 2020.
La ciudad es también conocida por ser la ciudad natal de muchos tusán, el lugar de origen de unas 700.000 personas de Hong Kong, Taiwán y Macao

## Clima
El clima de Dongguán es subtropical. Se encuentra al sur del Trópico de Cáncer. La temperatura media es de 23C a lo largo de todo el año. La precipitación media es de 1.756,8 milímetros.
La ciudad tiene 116 kilómetros de costa y a lo largo de ella existen suministros de abundantes mariscos que son el ingrediente principal de los platos locales.
| Parámetros climáticos promedio de Dongguan (1971-2000)  | Parámetros climáticos promedio de Dongguan (1971-2000) | Parámetros climáticos promedio de Dongguan (1971-2000) | Parámetros climáticos promedio de Dongguan (1971-2000) | Parámetros climáticos promedio de Dongguan (1971-2000) | Parámetros climáticos promedio de Dongguan (1971-2000) | Parámetros climáticos promedio de Dongguan (1971-2000) | Parámetros climáticos promedio de Dongguan (1971-2000) | Parámetros climáticos promedio de Dongguan (1971-2000) | Parámetros climáticos promedio de Dongguan (1971-2000) | Parámetros climáticos promedio de Dongguan (1971-2000) | Parámetros climáticos promedio de Dongguan (1971-2000) | Parámetros climáticos promedio de Dongguan (1971-2000) | Parámetros climáticos promedio de Dongguan (1971-2000) |
| Mes                                                     | Ene.                                                   | Feb.                                                   | Mar.                                                   | Abr.                                                   | May.                                                   | Jun.                                                   | Jul.                                                   | Ago.                                                   | Sep.                                                   | Oct.                                                   | Nov.                                                   | Dic.                                                   | Anual                                                  |
| ------------------------------------------------------- | ------------------------------------------------------ | ------------------------------------------------------ | ------------------------------------------------------ | ------------------------------------------------------ | ------------------------------------------------------ | ------------------------------------------------------ | ------------------------------------------------------ | ------------------------------------------------------ | ------------------------------------------------------ | ------------------------------------------------------ | ------------------------------------------------------ | ------------------------------------------------------ | ------------------------------------------------------ |
| Temp. máx. media (°C)                                   | 18.3                                                   | 18.5                                                   | 21.6                                                   | 25.7                                                   | 29.3                                                   | 31.5                                                   | 32.8                                                   | 32.7                                                   | 31.5                                                   | 28.8                                                   | 24.5                                                   | 20.6                                                   | 26.3                                                   |
| Temp. mín. media (°C)                                   | 10.3                                                   | 11.7                                                   | 15.2                                                   | 19.5                                                   | 22.7                                                   | 24.8                                                   | 25.5                                                   | 25.4                                                   | 24.0                                                   | 20.8                                                   | 15.9                                                   | 11.5                                                   | 18.9                                                   |
| Lluvias (mm)                                            | 40.9                                                   | 69.4                                                   | 84.7                                                   | 201.2                                                  | 283.7                                                  | 276.2                                                  | 232.5                                                  | 227.0                                                  | 166.2                                                  | 87.3                                                   | 35.4                                                   | 31.6                                                   | 1736.1                                                 |
| Días de lluvias (≥ 1 mm)                                | 7.5                                                    | 11.2                                                   | 15.0                                                   | 16.3                                                   | 18.3                                                   | 18.2                                                   | 15.9                                                   | 16.8                                                   | 12.5                                                   | 7.1                                                    | 5.5                                                    | 4.9                                                    | 149.2                                                  |
| Horas de sol                                            | 118.5                                                  | 71.6                                                   | 62.4                                                   | 65.1                                                   | 104.0                                                  | 140.2                                                  | 202.0                                                  | 173.5                                                  | 170.2                                                  | 181.8                                                  | 172.7                                                  | 166.0                                                  | 1628.0                                                 |
| Humedad relativa (%)                                    | 72                                                     | 77                                                     | 82                                                     | 84                                                     | 84                                                     | 84                                                     | 82                                                     | 82                                                     | 78                                                     | 72                                                     | 66                                                     | 66                                                     | 77.5                                                   |
| Fuente: 中国气象局 国家气象信息中心 17 de marzo de 2009 |                                                        |                                                        |                                                        |                                                        |                                                        |                                                        |                                                        |                                                        |                                                        |                                                        |                                                        |                                                        |                                                        |

## Ciudades hermanadas
- Hartford, Connecticut, Estados Unidos (desde el 5 de marzo de 2001).[12]
- Salónica, Grecia (desde el 24 de octubre de 2008).[13]
- Ciudad de Panamá, Panamá (desde el 12 de enero de 2019).[14]